# Elezioni parlamentari a Capo Verde del 1995
Le elezioni parlamentari a Capo Verde del 1995 si tennero il 17 dicembre per il rinnovo dell'Assemblea nazionale.

## Risultati
| Liste                                            | Voti    | %     | Seggi |
| ------------------------------------------------ | ------- | ----- | ----- |
| Movimento per la Democrazia                      | 93 249  | 61,30 | 50    |
| Partito Africano dell'Indipendenza di Capo Verde | 45 263  | 29,75 | 21    |
| Partito della Convergenza Democratica            | 10 211  | 6,71  | 1     |
| Unione Capoverdiana Indipendente e Democratica   | 2 369   | 1,56  | –     |
| Partito Social Democratico                       | 1 030   | 0,68  | –     |
| Totale                                           | 152 122 | 100   | 72    |